# Ethusa steyaerti
Ethusa steyaerti is een krabbensoort uit de familie van de Ethusidae. De wetenschappelijke naam van de soort is voor het eerst geldig gepubliceerd in 1989 door Hendrickx.